# 보병궁
보병궁(寶甁宮, ♒, 그리스어: Ύδροχόος, "우드로코스", 라틴어: "Aquārius")은 물병자리 성좌에서 유래한 황도대의 열한번째 점성술의 별자리이다. 이것은 황도 좌표계의 305.25도와 332.75도 사이인 황도대의 300~330도에 걸쳐 있는데, 태양은 매년마다 평균 1월 20일에서 2월 18일까지 이 구간을 지난다. 항성황도대에 의하면, 윤년에 따라서, 태양은 2월 12일에서 14일부터 물병자리 성좌에 있다가, 3월 8일에서 10일 사이에 떠난다.

## 연관 행성
점성술에서, 행성의 거주지는 그것이 주인지위를 가지는 황도대 별자리이다. 물병자리의 주인이라 전해져 오는 전통적 행성은 토성이다. 그러나, 토성을 주인으로 사용하는 고전스타일 점성가들과는 달리 대부분의 현대심리 점성가들은 천왕성을 주인으로 사용한다.

## 가상인물
- 보컬로이드 - IA (보컬로이드)
- 보컬로이드 - 메구리네 루카
- Fate/Zero - 우류 류노스케
- Fate/Zero - 아이리스필 폰 아인츠베른
- Fate/Zero - 토오사카 린
- 판도라 하츠 - 길버트 나이트레이

## 인용

### 자료
- Heindel, Max (1919). 《Simplified Scientific Astrology: A Complete Textbook on the Art of Erecting a Horoscope, with Philosophic Encyclopedia and Tables of Planetary Hours》 4판. Rosicrucian Fellowship. OCLC 36106074., OCLC 36106074

## 같이 보기
- 천문 기호
- 띠 (생초)
- 사이 (점성술)